# Pirates of the Caribbean (filmserie)
Pirates of the Caribbean is een Amerikaanse filmserie die is geregisseerd door Gore Verbinski (deel 1-3), Rob Marshall (deel 4) en Joachim Rønning en Espen Sandberg (deel 5), geschreven door Ted Elliott & Terry Rossio, geproduceerd door Jerry Bruckheimer. De reeks telt vijf films en een aantal spin-offs, zoals boeken en spellen. De filmreeks bracht ruim 4 miljard Amerikaanse dollar op en staat daarmee op de 16e plaats in de lijst van succesvolste filmreeksen.

## Van attractie tot film
Toen de eerste geruchten over een mogelijke film van de gelijknamige Disney-attractie in 2002 rondgingen, zagen velen dit slechts als een promotiestunt van een van haar attracties. Bovendien waren eerdere piratenfilms als Cutthroat Island en films gebaseerd op Disney-attracties als The Country Bears in het verleden geen groot succes. Toch werd Pirates of the Caribbean: The Curse of the Black Pearl, met Johnny Depp als Jack Sparrow, op 9 juli 2003 uitgebracht en bracht wereldwijd 653 miljoen dollar op.
Dit succes leidde tot de productie van vier sequels met dezelfde bezetting. Pirates of the Caribbean: Dead Man's Chest werd op 7 juli 2006 uitgebracht en brak al snel diverse records. Pirates of the Caribbean: At World's End, de 3e film, werd gelijktijdig met Dead Man's Chest geproduceerd en op 25 mei 2007 uitgebracht, In september 2008 tekende Johnny Depp voor een vierde deel in de Pirates of the Caribbean-reeks, genaamd Pirates of the Caribbean: On Stranger Tides. Deze film werd uitgebracht op 20 mei 2011. Zes jaar later verscheen op 26 mei 2017 het vijfde deel, genaamd Pirates of the Caribbean: Dead Men Tell No Tales (ofwel Pirates of the Caribbean: Salazar's Revenge).
De belangrijkste personages uit de filmreeks zijn Jack Sparrow (Johnny Depp), Will Turner (Orlando Bloom) en Elizabeth Swann (Keira Knightley) gevolgd door Hector Barbossa (Geoffrey Rush) en Joshamee Gibbs (Kevin McNally). De personages Davy Jones (Bill Nighy), Sao Feng (Chow Yun-Fat), Angelica Teach (Penélope Cruz), Blackbeard (Ian McShane), Henry Turner (Brenton Thwaites), Armando Salazar (Javier Bardem) en Carina Smyth (Kaya Scodelario) spelen een belangrijke rol in een enkele film. De films zijn voornamelijk gebaseerd op een fictieve historische setting, waarin piraten vrij spel lijken te hebben in een wereld die geregeerd wordt door het Britse Rijk, de Britse Oost-Indische Compagnie en het Spaanse Rijk.

## Films

### Pirates of the Caribbean: The Curse of the Black Pearl(2003)
Jack Sparrow probeert de vloek van de Azteken te verbreken om wraak te nemen op zijn muitende First Mate, Hector Barbossa en om zijn geliefde schip de Black Pearl terug te veroveren. De First Mate van de Black Pearl was Hector Barbossa, die Elizabeth Swann ontvoert om met haar bloed de vloek te verbreken, want door de vloek kunnen zij niet sterven en niet voelen. Barbossa weet echter niet dat hij niet haar bloed, maar dat van Will Turner nodig heeft om de vloek te verbreken. Will en Jack vormen samen een team om Elizabeth te bevrijden en om terug te krijgen wat ooit van Jack was.

### Pirates of the Caribbean: Dead Man's Chest(2006)

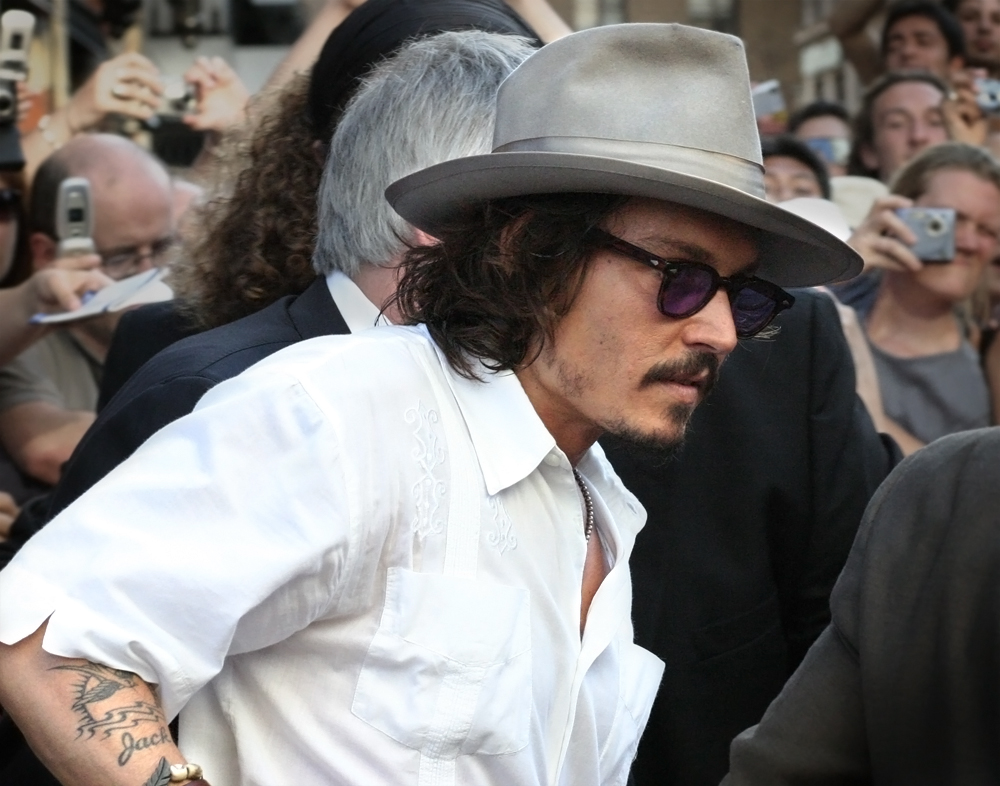
Johnny Depp op de première van Pirates of the Caribbean: Dead Man's Chest in Londen, juli 2006.

Jack Sparrow ontdekt dat hij nog in het krijt staat bij de legendarische Davy Jones, kapitein van het spookachtige schip de Flying Dutchman. Jack moet een manier zien te vinden om Davy Jones tevreden te stellen en zo aan de vloek te ontkomen.

### Pirates of the Caribbean: At World's End(2007)
Will Turner, Elizabeth Swann en de teruggekeerde Hector Barbossa reizen samen met de crew van de Black Pearl naar Davy Jones' kist om Jack Sparrow te redden. Hierna begint het grote gevecht tegen de Britse Oost-Indische Compagnie van Cutler Beckett en tegen de gevreesde Davy Jones. Will Turner sterft, en Jack steekt met de hand van Turner Jones' hart neer, waardoor Turner de nieuwe kapitein van de Flying Dutchman wordt.

### Pirates of the Caribbean: On Stranger Tides(2011)
Jack Sparrow ontmoet zijn oude vlam, Angelica. Zij heeft zijn hulp nodig om bij de Fontein van de Eeuwige Jeugd te komen. Ze probeert haar vader Blackbeard te verjongen, zodat hij meer tijd heeft om zijn ziel te verlossen. Het wordt een race tegen de Spanjaarden en de Engelsen, waarbij ze moordlustige zeemeerminnen en zombies moeten overleven.

### Pirates of the Caribbean: Dead Men Tell No Tales (Pirates of the Caribbean: Salazar's Revenge)(2017)
Jack Sparrow's geluk lijkt te verdampen als hij in de problemen komt. Hij krijgt te maken met de dodelijke geesten onder leiding van de Spaanse kapitein Salazar, een kapitein die een oude aartsvijand is van Jack. Als deze Spanjaarden ontsnappen uit de Devil's Triangle, zijn ze vastbesloten om elke piraat op zee te vermoorden. De enige hoop die Jack heeft om te kunnen overleven is op zoek gaan naar de drietand van Poseidon, een krachtig artefact dat hem de totale controle geeft over de zeeën.

## Rolverdeling
| Personages                      | Films                                 | Films                   | Films                 | Films                    | Films                                            |
| Personages                      | The Curse of the Black Pearl (2003)   | Dead Man's Chest (2006) | At World's End (2007) | On Stranger Tides (2011) | Dead Men Tell No Tales (2017)                    |
| ------------------------------- | ------------------------------------- | ----------------------- | --------------------- | ------------------------ | ------------------------------------------------ |
| Jack Sparrow                    | Johnny Depp                           | Johnny Depp             | Johnny Depp           | Johnny Depp              | Johnny Depp Anthony De La Torre (jong)           |
| Hector Barbossa                 | Geoffrey Rush                         | Geoffrey Rush           | Geoffrey Rush         | Geoffrey Rush            | Geoffrey Rush                                    |
| Joshamee Gibbs                  | Kevin McNally                         | Kevin McNally           | Kevin McNally         | Kevin McNally            | Kevin McNally                                    |
| William "Will" Turner           | Orlando Bloom Dylan Smith (jong)      | Orlando Bloom           | Orlando Bloom         |                          | Orlando Bloom                                    |
| Elizabeth Swann                 | Keira Knightley Lucinda Dryzek (jong) | Keira Knightley         | Keira Knightley       |                          | Keira Knightley                                  |
| Marty                           | Martin Klebba                         | Martin Klebba           | Martin Klebba         |                          | Martin Klebba                                    |
| James Norrington                | Jack Davenport                        | Jack Davenport          | Jack Davenport        |                          |                                                  |
| Weatherby Swann                 | Jonathan Pryce                        | Jonathan Pryce          | Jonathan Pryce        |                          |                                                  |
| Pintel                          | Lee Arenberg                          | Lee Arenberg            | Lee Arenberg          |                          |                                                  |
| Ragetti                         | Mackenzie Crook                       | Mackenzie Crook         | Mackenzie Crook       |                          |                                                  |
| Cotton                          | David Bailie                          | David Bailie            | David Bailie          |                          |                                                  |
| Mullroy                         | Angus Barnett                         |                         | Angus Barnett         |                          | Angus Barnett                                    |
| Murtogg                         | Giles New                             |                         | Giles New             |                          | Giles New                                        |
| Theodore Groves                 | Greg Ellis                            |                         | Greg Ellis            | Greg Ellis               |                                                  |
| Gillette                        | Damian O'Hare                         |                         |                       | Damian O'Hare            |                                                  |
| Anamaria                        | Zoë Saldana                           |                         |                       |                          |                                                  |
| Davy Jones                      |                                       | Bill Nighy              | Bill Nighy            |                          |                                                  |
| William "Bootstrap Bill" Turner |                                       | Stellan Skarsgård       | Stellan Skarsgård     |                          |                                                  |
| Cutler Beckett                  |                                       | Tom Hollander           | Tom Hollander         |                          |                                                  |
| Tia Dalma                       |                                       | Naomie Harris           | Naomie Harris         |                          |                                                  |
| Sao Feng                        |                                       |                         | Chow Yun-Fat          |                          |                                                  |
| Edward Teague                   |                                       |                         | Keith Richards        | Keith Richards           | Keith Richards (archief) Alexander Scheer (jong) |
| Henry Turner                    |                                       |                         | Dominic Scott Kay     |                          | Brenton Thwaites Lewis McGowan (jong)            |
| Scrum                           |                                       |                         |                       | Stephen Graham           | Stephen Graham                                   |
| Angelica Teach                  |                                       |                         |                       | Penélope Cruz            |                                                  |
| Edward "Blackbeard" Teach       |                                       |                         |                       | Ian McShane              |                                                  |
| Philip Swift                    |                                       |                         |                       | Sam Claflin              |                                                  |
| Syrena                          |                                       |                         |                       | Àstrid Bergès-Frisbey    |                                                  |
| Armando Salazar                 |                                       |                         |                       |                          | Javier Bardem                                    |
| Carina Smyth / Carina Barbossa  |                                       |                         |                       |                          | Kaya Scodelario                                  |
| Oom Jack                        |                                       |                         |                       |                          | Paul McCartney                                   |

## Muziek
In eerste instantie zou Alan Silvestri de muziek achter Pirates of the Caribbean componeren, maar Jerry Bruckheimer wilde liever dat de muziek gecomponeerd zou worden door Hans Zimmer, met wie Jerry Bruckheimer al samenwerkte voor onder andere The Rock, Pearl Harbor en Black Hawk Down. Hans Zimmer had het echter te druk met het componeren van de muziek voor The Last Samurai en nadat hij enkele thema's, die afstammen van zijn oudere werken, in een dag en nacht schreef, moest Klaus Badelt met de rest van Media Ventures (het tegenwoordige Remote Control Productions), de studio van Hans Zimmer waar filmmuziekcomponisten samenwerken, de filmmuziek afschrijven.
Dit is de reden dat op de cd staat 'Music composed by Klaus Badelt' en "score overproduced by Hans 'Long John' Zimmer". Zimmer voltooide wel de compositie van de muziek voor de drie sequels: Dead Man's Chest, At the World's End en On Stranger Tides.
Hoewel de film een Disney-productie is, realiseerde Media Ventures voor de eerste Pirates of the Caribbean filmmuziek een zware, symfonische muziek met Keltische invloeden.  De muziek voor de tweede film, die dus wel officieel gecomponeerd werd door Hans Zimmer, bevatte al iets minder van deze zware muziek. De derde soundtrack bevat heel veel nieuwe thema's die wel een hoog Disney-gehalte hebben. Met de vierde soundtrack componeerde Hans Zimmer sommige nummers met klanken van een akoestische gitaar, uitgevoerd door het gitaarduo Rodrigo y Gabriela. Het vijfde deel werd voor het eerst niet door Hans Zimmer gecomponeerd, maar door zijn voormalig assistent Geoff Zanelli, die daarvoor nieuwe thema's schreef, maar ook oud materiaal van vorige delen meenam in zijn muziek.

### Soundtracks
| Titel                                                  | Duur  | Componist(en)                     | Label               | Release datum | Hoogste positie Nederlandse Album Top 100 | Hoogste positie Vlaamse Ultratop 200 Albums |
| ------------------------------------------------------ | ----- | --------------------------------- | ------------------- | ------------- | ----------------------------------------- | ------------------------------------------- |
| Pirates of the Caribbean: The Curse of the Black Pearl | 43:50 | Klaus Badelt en Hans Zimmer       | Walt Disney Records | 22 juli 2003  | 69                                        | -                                           |
| Pirates of the Caribbean: Dead Man's Chest             | 58:32 | Hans Zimmer                       | Walt Disney Records | 4 juli 2006   | 53                                        | 37                                          |
| Pirates of the Caribbean: At World's End               | 55:50 | Hans Zimmer                       | Walt Disney Records | 22 mei 2007   | 42                                        | 17                                          |
| Pirates of the Caribbean: On Stranger Tides            | 77:10 | Hans Zimmer en Rodrigo y Gabriela | Walt Disney Records | 17 mei 2011   | 76                                        | 43                                          |
| Pirates of the Caribbean: Dead Men Tell No Tales       | 71:42 | Geoff Zanelli                     | Walt Disney Records | 26 mei 2017   | -                                         | 53                                          |

## Budget en opbrengst
| Film                         | Budget          | Opbrengst wereldwijd | Opmerkingen             |
| ---------------------------- | --------------- | -------------------- | ----------------------- |
| The Curse of the Black Pearl | $ 140 miljoen   | $ 654.264.015        | 4e beste film van 2003  |
| Dead Man's Chest             | $ 225 miljoen   | $ 1.066.179.725      | Beste film van 2006     |
| At World's End               | $ 300 miljoen   | $ 963.420.425        | Beste film van 2007     |
| On Stranger Tides            | $ 378,5 miljoen | $ 1.045.713.802      | 3e beste film van 2011  |
| Dead Men Tell No Tales       | $ 230 miljoen   | $ 794.861.794        | 12e beste film van 2017 |

## Spin-offmedia
Het succes van de films heeft tot een mediafranchise geleid bestaande uit onder andere computerspellen en boeken. Zo zijn er van alle films computerspellen gemaakt, en bestaan er enkele losse spellen zoals Pirates of the Caribbean: The Legend of Jack Sparrow en Pirates of the Caribbean Online.
Er zijn twee boekenreeksen, die zich beide chronologisch gezien afspelen voor de films: Pirates of the Caribbean: Jack Sparrow en Pirates of the Caribbean: Legends of the Brethren Court.
Er is een ruilkaartspel, een Monopoly- en een zeeslag-variant van Pirates of the Caribbean.
In mei 2011 kwam LEGO met de reeks Lego Pirates of the Caribbean, inclusief LEGO Pirates of the Caribbean: The Video Game.